# Diuranate de magnésium
Le diuranate de magnésium est un composé chimique de formule MgU2O7. C'est un sel d'uranium de couleur jaune, comme les autres diuranates. Il entre dans la composition de certains yellowcakes.